# Moses Toata
Moses Toata (10 ottobre 1975) è un allenatore di calcio ed ex calciatore salomonese.

## Carriera

### Club
Ha sempre giocato nel campionato salomonese.

### Nazionale
Ha disputato 10 partite con la maglia della Nazionale.

## Palmarès

### Allenatore

#### Competizioni nazionali
- Telekom National Club Championship: 2

Solomon Warriors: 2013, 2014